# Ludwig Wokurek
Ludwig Wokurek (2. dubna 1868 Mikulov – 20. srpna 1949) byl československý politik německé národnosti a meziválečný poslanec Národního shromáždění za Německé pracovní a volební společenství (DAWG).

## Biografie
Podle údajů k roku 1934 byl povoláním ředitelem dělnické úrazové pojišťovny ve výslužbě v Brně. Původně žil v Mikulově.
Po parlamentních volbách v roce 1929 získal poslanecké křeslo v Národním shromáždění. Mandát získal ale až dodatečně roku 1934 jako náhradník poté, co zemřel poslanec Josef Jelinek. Kandidoval za koalici Německé volební společenství, do níž vstoupil Německý svaz zemědělců, menší Karpatoněmecká strana a Wokurkova domovská strana Německé pracovní a volební společenství.